# John Paul Jr.
John Lee Paul Jr. (Muncie, Indiana, 19 de febrero de 1960 - Woodland Hills, Los Ángeles, 29 de diciembre de 2020) fue un piloto de automovilismo de velocidad estadounidense. Obtuvo el Campeonato IMSA GT 1982, logrando victorias en las 24 Horas de Daytona y las 12 Horas de Sebring junto a su padre John Paul Sr.. También ganó en las 500 Millas de Michigan de la CART 1983 y en la fecha de Texas 2 de la Indy Racing League 1998, y llegó segundo en las 24 Horas de Le Mans de 1984.

## Trayectoria
Paul llegó segundo en la clase IMSA y noveno absoluto en las 24 Horas de Le Mans de 1980 con un Porsche 935. En 1981 fue subcampeón en el Campeonato IMSA GT ante Brian Redman, y disputó varias fechas del Campeonato Mundial de Resistencia. En 1982 se coronó campeón de la IMSA ante Ted Field, John Fitzpatrick y John Paul, logrando nueve victorias en 18 carreras.
El piloto pasó a disputar la CART en 1983 con el equipo VDS. Logró una victoria en las 500 Millas de Michigan y cuatro podios, para terminar octavo en el campeonato. En 1984 corrió en la mayoría de las fechas de la CART, logrando un podio y el 17.º puesto final, y siete carreras del Campeonato IMSA GT. También resultó segundo absoluto en las 24 Horas de Le Mans con un Porsche 956, pilotando junto a Jean Rondeau.
Paul retornó al Campeonato IMSA GT en 1985, aunque logró apenas tres puntos. En 1986 disputó algunas fechas del certamen, y luego realizó prácticas para las 500 Millas de Indianápolis. Días después, fue sentenciado a cinco años de prisión por involucrarse en tráfico de marihuana con su padre, aunque salió luego de cumplida la mitad de la pena.
En 1989, Paul retornó a las pistas y disputó algunas fechas de la CART y la IMSA. Logró tres podios en el Campeonato IMSA GT 1990 con un Nissan GTP ZX-T, y terminó octavo en la tabla general. El piloto siguió corriendo en la CART y la IMSA hasta 1995, resultando décimo en las 500 Millas de Indianápolis de 1992. También corrió dos fechas de la Copa NASCAR en 1991 con un Chevrolet, llegando 16.º en Watkins Glen, así como las 24 Horas de Le Mans de 1995 con un Chevrolet Corvette oficial.
Con la creación de la Indy Racing League en 1996, Paul pasó a disputar el certamen de manera regular. En la temporada inaugural, obtuvo un noveno puesto en Walt Disney World con el equipo PDM. En 1996/97, obtuvo un séptimo puesto, un octavo y un noveno, resultando 15.º en el campeonato.
En paralelo, Paul continuó corriendo en el Campeonato IMSA GT. En 1996 logró dos victorias y cuatro podios con el equipo Dyson, y quedó sexto en el campeonato. En 1997 acumuló tres victorias en siete fechas disputadas, alcanzando así la 11.ª colocación final.
Paul corrió todas las fechas de la Indy Racing League en 1998, aunque con tres equipos distintos. Llegó décimo en Walt Disney World con PDM, séptimo en las 500 Millas de Indianápolis con Pelfrey, y logró una victoria en Texas, un cuarto lugar en Las Vegas y un Sexto en Charlotte con Byrd-Cunningham. De este modo, culminó el año en el 11.º lugar.
En 1999, Paul compitió de manera parcial en la Indy Racing League, la American Le Mans Series y el United States Road Racing Championship, sin lograr podios. En 2000 disputó el tercero de los campeonatos, renombrado a Rolex Sports Car Series, resultando 15.º con el equipo Dyson.
Falleció el 29 de diciembre de 2020 a los 60 años.